# 기타코우치촌 (효고현)
기타코우치촌(일본어: 北河内村)은 일본 효고현 다키군에 있던 촌이다. 현재의 단바사사야마시의 북서단에 해당한다.